# سیارک ۵۵۵۳
سیارک ۵۵۵۳ (به انگلیسی: 5553 Chodas، نامگذاری:1984CM1) پنج هزار و پانصد و پنجاه و سومین سیارک کشف شده‌است که در ۶ فوریه ۱۹۸۴ کشف شد.
قدر مطلق سیارک برابر ۱۳٫۰۰ است.